# Mamie Smith
Mamie Smith, nata Robinson (Cincinnati, 26 maggio 1891 – New York, 16 settembre 1946), è stata una cantante, pianista e attrice statunitense.
Cantante in spettacoli di vaudeville, nei quali ebbe modo di cimentarsi in numerosi generi fra cui jazz e blues, partecipò a diversi film nella parte finale della sua carriera. Nel 1920 entrò nella storia divenendo il primo artista afroamericano in assoluto ad incidere un brano di blues cantato, Crazy Blues. Notizie sulla genesi del brano sono contenute nell'autobiografia di Willie "The Lion" Smith, Music on My Mind (che non fu effettivamente scritta dallo stesso).  A causa della sua importanza storica Crazy Blues è stato inserito nella Grammy Hall of Fame nel 1994, e, nel 2005, è stato scelto per la conservazione nel National Recording Registry della Biblioteca del Congresso degli Stati Uniti.

## Esordi
Mamie Robinson probabilmente nacque a Cincinnati in Ohio, ma non sono state recuperate trascrizioni ufficiali sulla sua nascita. All'età di dieci anni andò via di casa ed entrò in una compagnia di ballo itinerante di bianchi chiamata Four Dancing Mitchells, prendendo parte dopo qualche anno allo spettacolo di Salem Tutt Whitney, The Smart Set. Nel 1913, abbandonò i Tutt Brothers ed iniziò a cantare nei club di Harlem, sposando in seguito un cameriere di nome William "Smitty" Smith.

## Carriera musicale
Il 10 agosto 1920, a New York City, Mamie Smith incise una serie di brani composti da Perry Bradford, fra cui Crazy Blues e It's Right Here For You (If You Don't Get It, 'Tain't No Fault of Mine), per la Okeh Records. Si tratta della prima incisione di blues cantato da parte di un artista afroamericano ed il successo fu tale che furono vendute milioni di copie in meno di un anno. Le stesse case discografiche furono sorprese dal grande successo che queste incisioni ebbero fra il pubblico afroamericano, aumentando la popolarità dei race records (essenzialmente dei 78 giri destinati prevalentemente al pubblico afroamericano contenenti musica jazz, gospel e blues).

Altri artisti afroamericani incisero dei brani già diversi anni prima, come George W. Johnson negli ultimi anni dell'800, ma avevano come riferimento un'audience sostanzialmente americano ed europeo; Mamie Smith ebbe invece il merito di aprire la strada ad altre cantanti blues dando il via al blues classico femminile e spingendo le case discografiche alla pubblicazione di nuovi dischi di artisti afroamericani anche in altri generi.
Mamie Smith continuò per tutti gli anni venti ad incidere brani per la Okeh. Nel 1924 pubblicò altri tre brani per la Ajax Records che non ebbero grande successo nonostante una forte reclamizzazione. Registrò alcuni brani anche per la Victor e intraprese un tour per gli Stati Uniti e l'Europa con la sua band "Mamie Smith & Her Jazz Hounds" come parte del "Mamie Smith's Struttin' Along Review". Venne anche soprannominata "The Queen of the Blues", la Regina del Blues, una locuzione che sarebbe in seguito stata superata da Bessie Smith, che amava considerarsi "The Empress of the Blues", l'Imperatrice del Blues.

## Carriera da attrice e ultimi anni
Mamie Smith partecipò al film sonoro Jailhouse Blues, nel 1929. Nel 1931 si ritirò dalle scene musicali e cinematografiche per poi ritornare nel 1939 con Paradise in Harlem prodotto dal suo secondo marito Jack Goldberg. Partecipò anche ad altre pellicole, fra cui Mystery in Swing, Sunday Sinners (1940), Stolen Paradise (1941), Murder on Lenox Avenue (1941) e Because I Love You (1943). Morì a New York City nel 1946.